# Due gemelle per un papà
Due gemelle per un papà (Billboard Dad) è un film direct-to-video statunitense del 1998 diretto da Alan Metter che ha come protagoniste le gemelle Olsen.

## Trama
Emily (Ashley Olsen) e Tess Tyler (Mary-Kate Olsen) sono due sorelle gemelle che vivono a Los Angeles, California assieme al loro padre Max, brillante scultore purtroppo vedovo da due anni. Dopo la morte della moglie, l'uomo passa tutto il suo tempo a lavorare alle sue sculture, dimenticandosi perfino di dormire o di mangiare. Le sue figlie allora decidono di trovargli una moglie: con l'aiuto del loro amico Cody (il quale è palesemente innamorato di Tess) dipingono un annuncio pubblicitario su un grande cartellone situato sulla Sunset Boulevard. All'annuncio rispondono moltissime donne, e Max - una volta scoperto cosa hanno fatto le sue figlie - acconsente a organizzare 5 incontri, che però finiscono tutti male. Tuttavia, egli deciderà di uscire con un'ultima donna, Debbie.
Quest'ultima si presenta all'appuntamento accompagnata dalla sua amica Brooke, donna divorziata e con un figlio. Accidentalmente, Brooke e Max si incontrano e si piacciono, e così Debbie decide di lasciare alla sua amica l'uomo.
Brooke e Max sono innamoratissimi, e l'uomo torna ad essere felice come quando sua moglie era ancora viva. La vita delle gemelle prosegue intanto: Emily e Tess continuano a frequentare nuoto, scoprendo che il bulletto neoarrivato in città non è altri che Ryan, il figlio di Brooke.
L'amore tra Brooke e Max però è contrastato da Nigel, il manager di Max, il quale è preoccupato che Max possa cambiare il suo stile artistico e quindi compromettere le sue vendite - e quindi i corrispondenti guadagni di Nigel - . L'uomo allora elabora un piano, nel quale coinvolge le gemelle (egli fa credere loro che la donna menta al loro padre) e riesce a separarli. Una volta scoperto l'inganno (e l'attività di commercio di statue false intrapresa da Nigel) le ragazze e Ryan dapprima smascherano Nigel, e in seguito riescono a far riconciliare i loro genitori.
Tutto finisce per il meglio: la squadra di nuoto delle gemelle vince la gara regionale, e Cody riesce a dichiarare il suo amore per Tess.